# Evarcha mustela
Evarcha mustela är en spindelart som först beskrevs av Simon 1902.  Evarcha mustela ingår i släktet Evarcha och familjen hoppspindlar. Inga underarter finns listade i Catalogue of Life.